# Georg von Hauberrisser

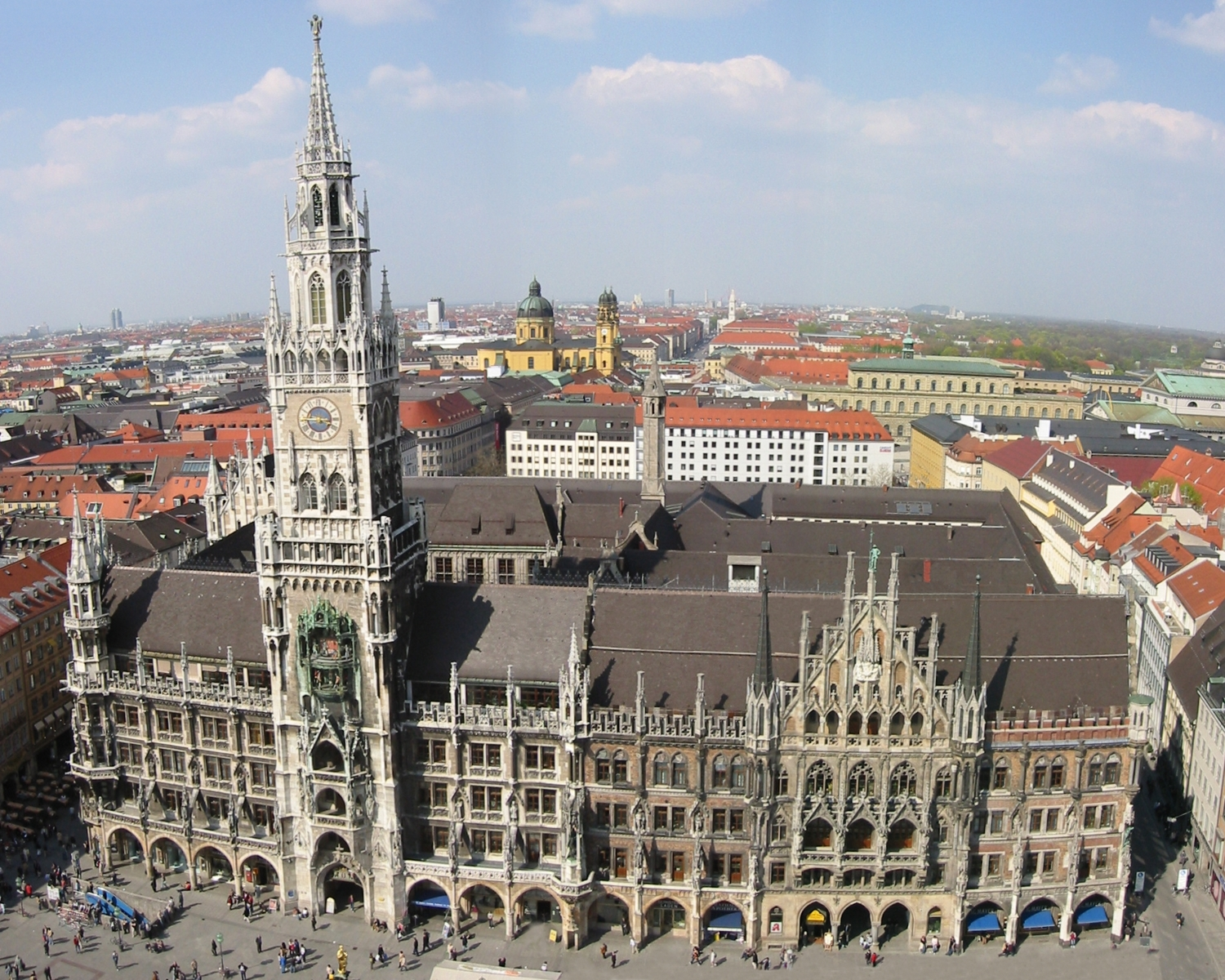
Neues Rathaus, München

Georg Joseph von Hauberrisser, född 19 mars 1841 i Graz, död 17 maj 1922 i München, var en österrikisk-tysk arkitekt.
Hauberrisser studerade i München, Berlin och Wien (under Friedrich von Schmidt) och bosatte sig 1867 i München, av vars konstakademi han blev hedersledamot 1874. Han uppförde 1867-72 nya rådhuset i München i gotik, vilket tillbyggdes 1900-03, även då efter hans ritningar. Han uppförde vidare rådhuset i Wiesbaden i tysk renässans, rådhussalen i Landshut och Paulskyrkan i München (1892-95).